# 夏家店乡
夏家店乡，是中华人民共和国内蒙古自治区赤峰市松山区下辖的一个乡镇级行政单位。

## 行政区划
夏家店乡下辖以下地区：
水地村、八家村、山水坡村、东新井村、二道坡村、鸡冠山村、兴隆村、霍家沟村、王家店村、上水泉村、水泉村、秦家营村、四家村、三家村、新井村、平房村和干沟村。